# Тихий Лиман
Тихий Лиман — посёлок в Ремонтненском районе Ростовской области. Входит в состав Кормовского сельского поселения.
Современное название и статус с 1991 года

## География
С востока посёлок граничит с водохранилищем «Тихолиманским», созданном на балках Кереста и Крутенькая. Посёлок расположен вдоль берега водохранилища и состоит из сетки прямолинейных улиц.

### Улицы
| - ул. Восточная, - ул. Животноводческая, - ул. Западная, - ул. Степная, - ул. Школьная, | - пер. Библиотечный, - пер. Молодёжный, - пер. Северный. |

## История
Посёлок Тихий Лиман (ранее Тихолиманский) до 1975 года 4-й фермой овцесовхоза «Ремонтненский» и представлял собой необустроенный населённый пункт (20 землянок, начальная школа на 3 класса). В 1975 году на базе бригады был создан совхоз «Овцевод», что привело к ускоренному развитию поселка: началось массовое жилищное строительство и строительство объектов общественно-бытового назначения — торгового центра, восьмилетней, а затем и десятилетней школы с пришкольным интернатом на 120 мест, детского клуба, библиотеки, почты.
Посёлок получил своё нынешнее название в 1991 году, когда центральную усадьбу совхоза «Овцевод» переименовали в посёлок Тихий Лиман.

## Население
| 2010 |
| ---- |
| 636  |

## Инфраструктура
Основа экономики — сельское хозяйство (было развито овцеводство).